# Maringouin (Louisiane)
Maringouin est une ville de la paroisse d'Iberville en Louisiane, aux États-Unis. Sa population était de 1 262 habitants au recensement de l'an 2000 et sa superficie de 1,9 km2. En français cadien un maringouin est un moustique.
Le « maringouin » est d'ailleurs synonyme de moustique au Québec et en Louisiane, et ailleurs aux Antilles.